# Le Boullay-Thierry
Le Boullay-Thierry település Franciaországban, Eure-et-Loir megyében. Lakosainak száma 585 fő (2022. január 1.). Le Boullay-Thierry Tremblay-les-Villages, Villemeux-sur-Eure, Le Boullay-Mivoye, Ormoy és Serazereux községekkel határos.

## Népesség
A település népességének változása:
| Lakosok száma | 234  | 324  | 348  | 526  | 579  | 560  | 553  | 560  | 563  | 585  |
|               | 1968 | 1982 | 1990 | 2006 | 2013 | 2015 | 2017 | 2019 | 2020 | 2022 |